# فيليب مونفيس
فيليب مونفيس (بالفرنسية: Philippe Monfils)‏ (و. 1939  م) هو سياسي بلجيكي، ولد في لييج، وهو عضوٌ في الجمعية البرلمانية لمجلس أوروبا.

## مناصب
تولى منصب عضو في البرلمان الأوروبي (25 أكتوبر 1995–19 يوليو 1999)
- عضو مجلس الشيوخ البلجيكي
- عضو مجلس النواب من بلجيكا.